# Captain Kronos - Vampire Hunter
Captain Kronos - Vampire Hunter is een Britse griezelfilm uit 1974 onder regie van Brian Clemens.

## Verhaal
Wanneer in een Engels dorpje de vrouwen op een onverklaarbare wijze verouderen en er vampiers in het spel blijken te zijn, wordt de hulp van vampierjager Kapitein Kronos en zijn assistent professor Grost ingeroepen.

## Rolbezetting
| Acteur         | Personage              |
| -------------- | ---------------------- |
| Horst Janson   | Kapitein Kronos        |
| John Cater     | Prof. Hieronymos Grost |
| Shane Briant   | Paul Durward           |
| Caroline Munro | Carla                  |
| John Carson    | Dr. Marcus             |
| Lois Daine     | Sara Durward           |
| William Hobbs  | Lord Hagen Durward     |
| Wanda Ventham  | Lady Durward           |
| Brian Tully    | George Sorell          |
| Lisa Collings  | Vanda Sorell           |